# Dorymyrmex insanus
Dorymyrmex insanus är en myrart som först beskrevs av Buckley 1866.  Dorymyrmex insanus ingår i släktet Dorymyrmex och familjen myror. IUCN kategoriserar arten globalt som sårbar. Inga underarter finns listade i Catalogue of Life.

## Bildgalleri

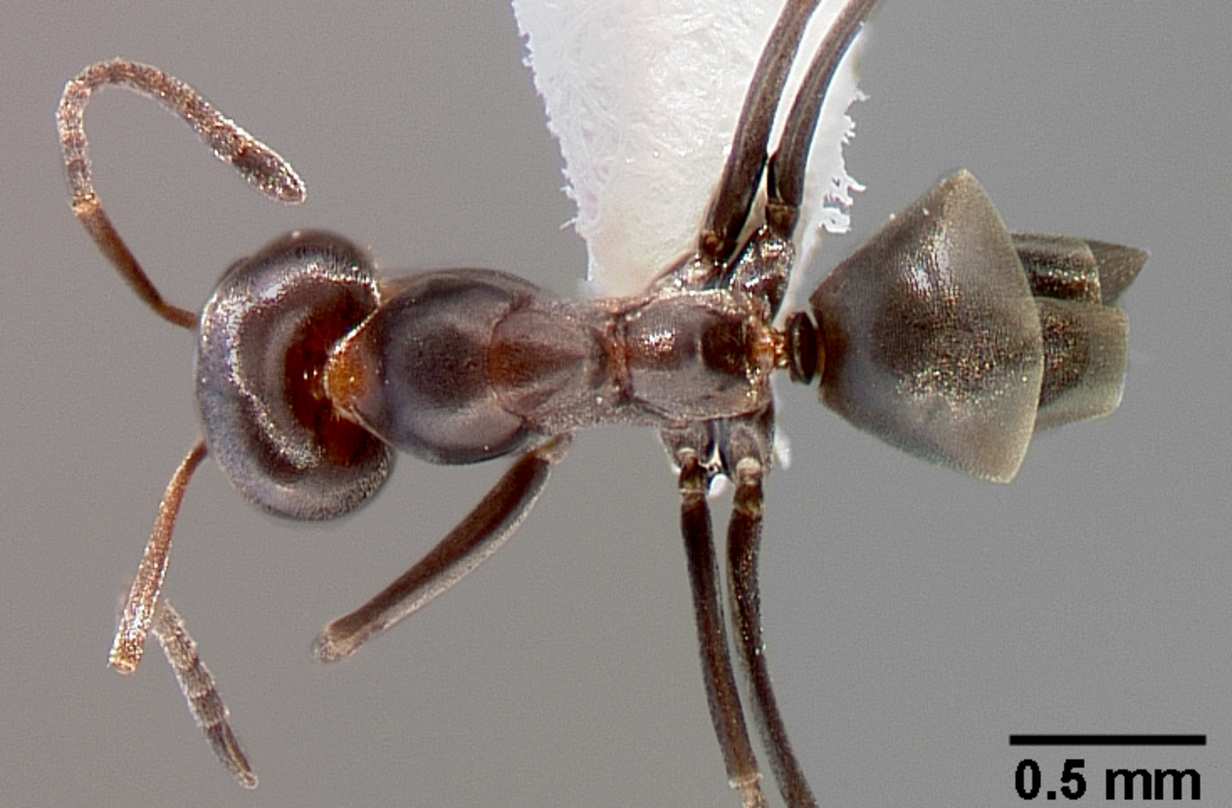
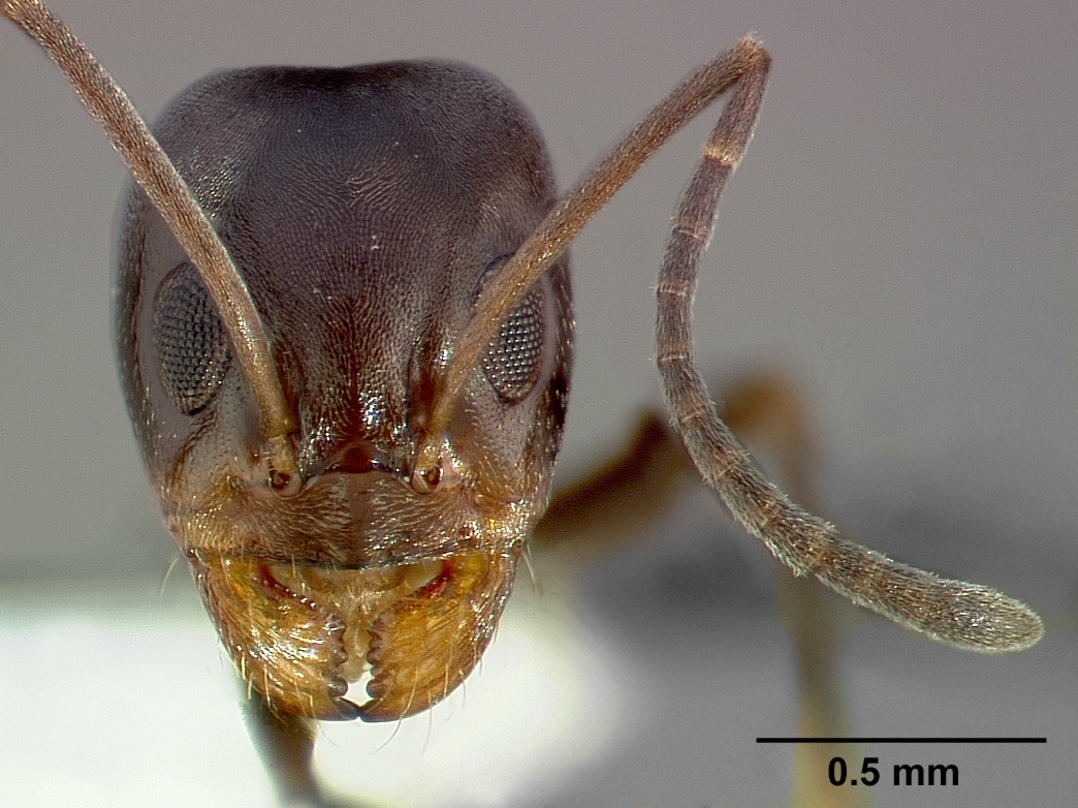
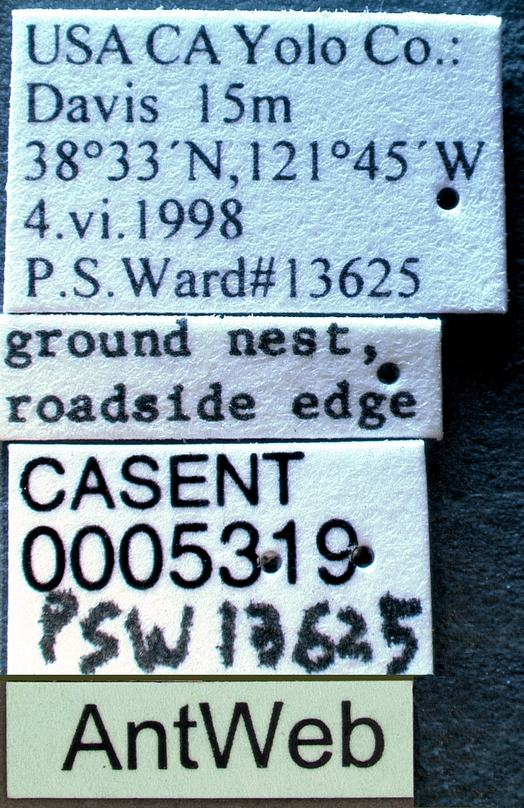
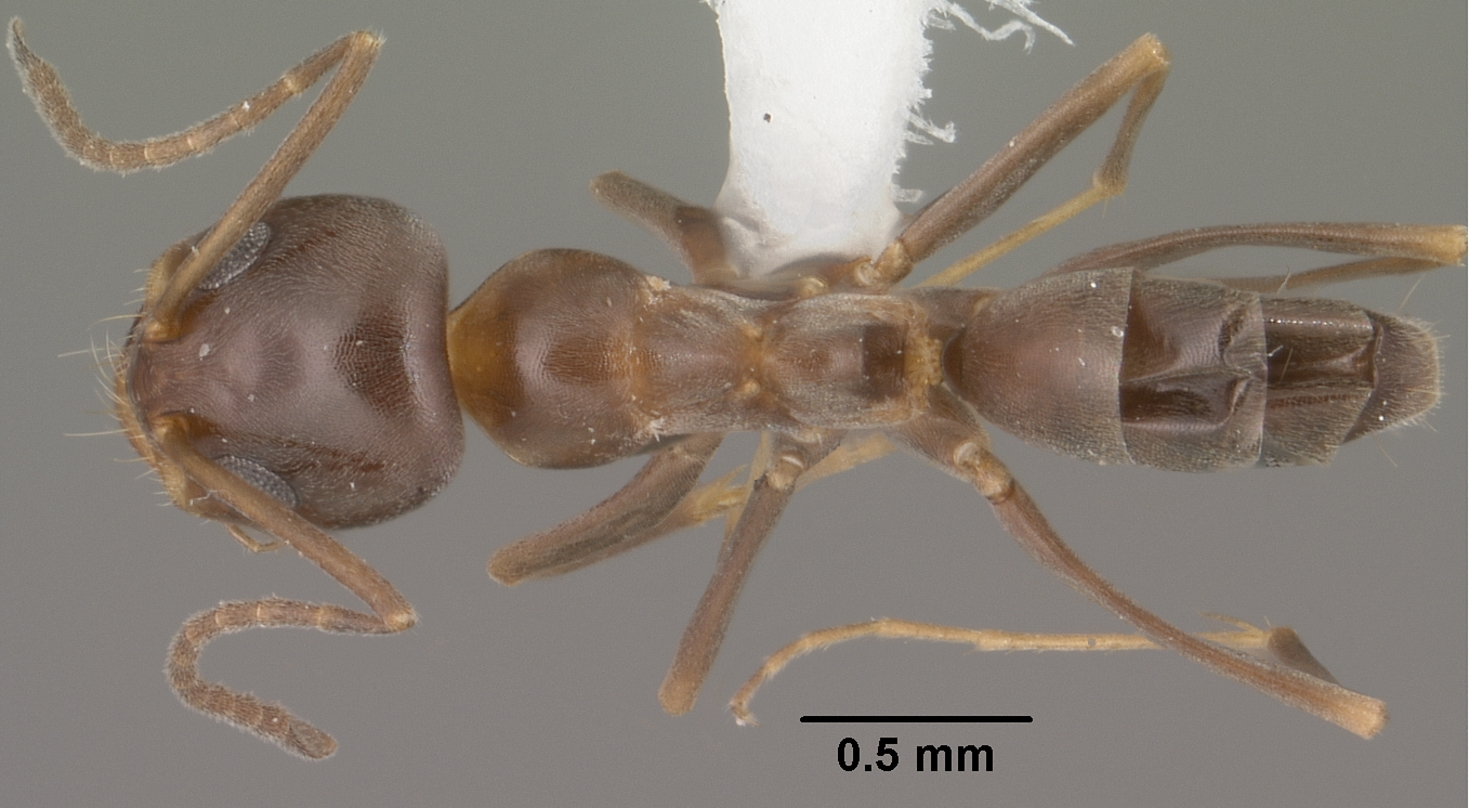
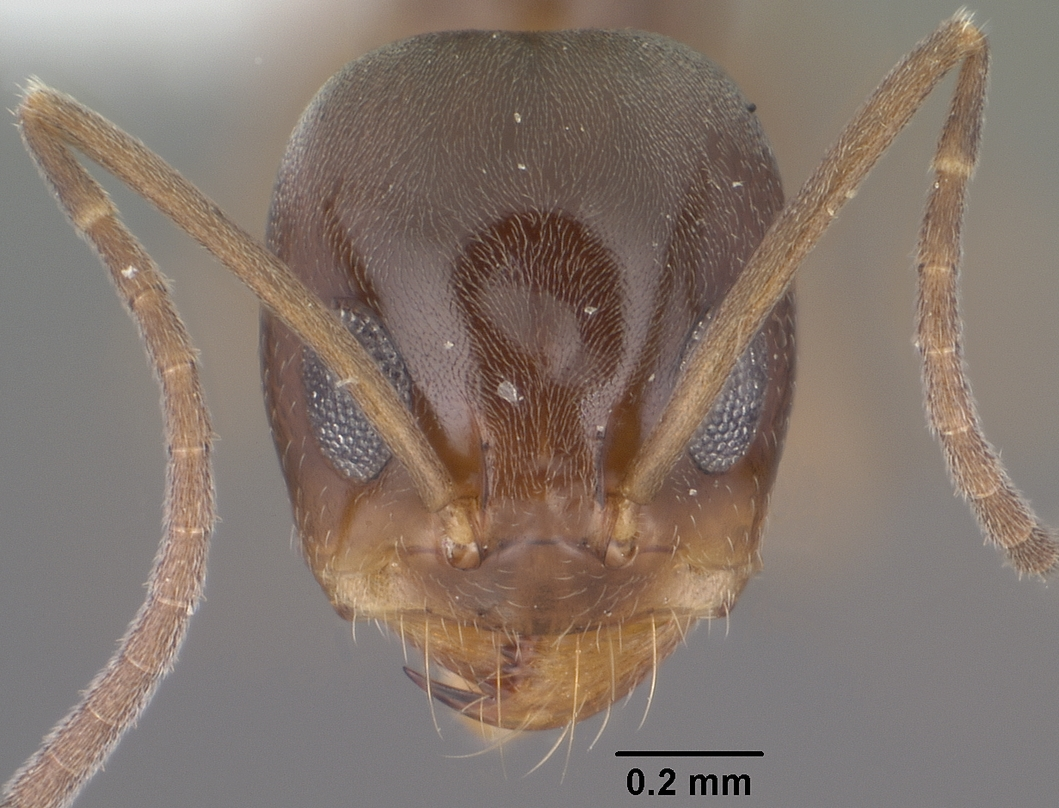
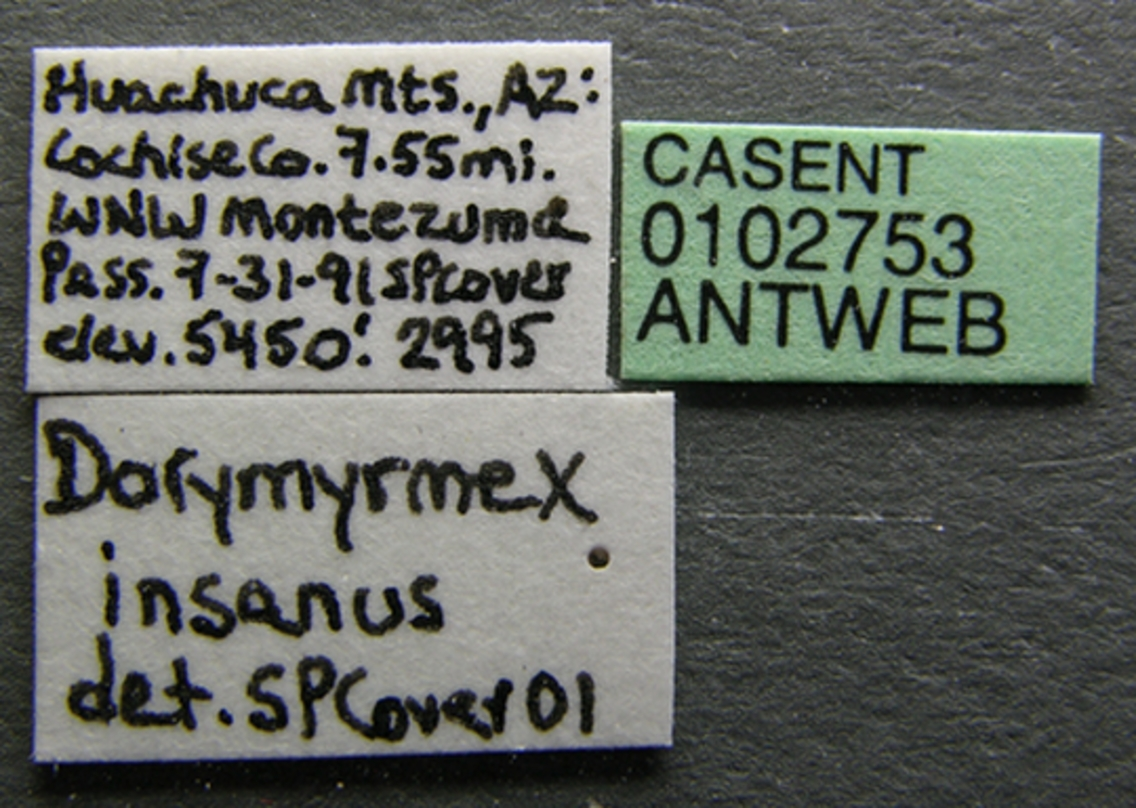